# American Woman (serie televisiva)
American Woman è una serie televisiva statunitense ispirata all'infanzia dell'attrice Kyle Richards, è stata trasmessa dal 7 giugno al 23 agosto 2018 sul canale Paramount Network. La serie è stata creata da John Riggi e interpretata da Alicia Silverstone, Mena Suvari, Jennifer Bartels, Makenna James e Lia McHugh. Il 5 settembre 2018 la serie è stata cancellata dopo una sola stagione.

## Trama
Dal creatore di The Comeback, John Riggi, American Woman è una serie di Paramount Network ispirata ai racconti d'infanzia dell'attrice statunitense Kyle Richards, protagonista del noto reality americano Real Housewives of Beverly Hills. Alicia Silverstone (Ragazze a Beverly Hills) veste i panni di Bonnie Nolan, una donna dalla vita apparentemente perfetta: è sposata con un agente immobiliare di gran fama, è la madre di due splendide bambine e vive in una lussuosa villa sulle colline di Hollywood, con tutti i comfort del caso. Ma quando Bonnie scopre che il marito la tradisce ed è indagato per un losco giro d'affari, decide di fare una scelta piuttosto anticonformista per la sua epoca, gli Anni '70: lascia il marito e cerca di rifarsi una vita con l'aiuto delle sue due migliori amiche, la ricca e solare Kathleen (Mena Suvari di American Pie e American Beauty) e la cinica banchiera Diana (Jennifer Bartels). Insieme, le tre scopriranno il piacere dell'indipendenza in un periodo di grandi cambiamenti, in cui il movimento femminista prosegue a spada tratta la lotta per l'abbattimento degli stereotipi sessisti.

## Episodi
| Stagione       | Episodi | Prima TV USA | Prima TV Italia |
| -------------- | ------- | ------------ | --------------- |
| Prima stagione | 11      | 2018         | 2019            |